# توم سيمبسون
توم سيمبسون (بالإنجليزية: Tom Simpson) مواليد 30 نوفمبر 1937 في درم، إنجلترا - الوفاة 13 يوليو 1967 في بروفنس، فرنسا، كان دراج إنجليزي في صنف سباق الدراجات على الطريق وعلى المضمار. سبق أن شارك في دورة الألعاب الأولمبية الصيفية وفاز بميدالية أولمبية.

## سجل النتائج

### سباقات أو مراحل فاز بها
- طواف إسبانيا
- بطولة العالم لسباق الدراجات على الطريق

## الميداليات
| الميدالية | المسابقة                       |
| --------- | ------------------------------ |
| برونزية   | الألعاب الأولمبية الصيفية 1956 |

## روابط خارجية
- توم سيمبسون على موقع أرشيف الدراجات (الإنجليزية)
- توم سيمبسون على موقع إحصائيات الدراجات الإحترافية (الإنجليزية)
- توم سيمبسون على موقع CycleBase (الإنجليزية)
- توم سيمبسون على موقع اللجنة الأولمبية الدولية (الإنجليزية)
- توم سيمبسون على موقع أوليمبيديا (الإنجليزية)
- توم سيمبسون على موقع اللجنة الأولمبية البريطانية (الإنجليزية)